# Psio Crew
Psio Crew – formację stworzyli Maciej „Kamer” Szymonowicz i Mateusz „Gooral” Górny w 2004 roku w Bielsku-Białej. Grupa prezentuje połączenie tradycyjnych melodii z elementami drum and bass, trip hop i dub, ragga, hip-hop, które zrobiło spore zamieszanie na scenie muzycznej w kraju i zagranicą, a zestawienie góralskiego śpiewu z beatboxem stało się oryginalną wizytówką zespołu.
Dotychczas twórcze eksperymenty Psio Crew przeprowadzone na muzyce ludowej zostały zapisane na debiutanckim albumie „Szumi Jawor Soundsystem”, który ukazał się w 2007 roku. Jak można przeczytać na okładce albumu, „płyta powstała z potrzeby tworzenia oraz z radości poruszania się w otwartej przestrzeni muzyki jednoczącej stary i nowy czas”.
Psio Crew zagrało na kilkudziesięciu najważniejszych festiwalach, m.in. Siget Festival (Budapeszt, Węgry), Fusion Festival (Larz, Niemcy), Open’er Festival (Polska), Przystanek Woodstock (Polska), Terra Polska (Berlin, Niemcy), Colours of Ostrava (Czechy). Kapela Psio Crew reprezentowała Polskę w Izraelu na festiwalu Jerusalem Art&Craft Fair oraz podczas dni polskich w Baku w Azerbejdżanie. Zespół wystąpił również w słynnym klubie jazzowym Porgy&Bess w Wiedniu, na Lotos Jazz Festiwal Zadymka Jazzowa w Bielsku-Białej oraz w Studio Koncertowym Polskiego Radia im. Witolda Lutosławskiego w Warszawie.
W 2006 r. grupa otrzymała pierwszą nagrodę w konkursie IV Wielka Majówka Tatrzańska w Zakopanem oraz III nagrodę podczas konkursu organizowanego przez Polskie Radio w ramach festiwalu „Nowa Tradycja”. W 2007 r. zespół otrzymał Machinera, nagrodę przyznawaną przez miesięcznik Machina za interesujący debiut muzyczny, w 2008 roku Psio Crew zostało nominowane do Fryderyka w dwóch kategoriach: Album Etno/Folk i Nowa Twarz Fonografii. W roku 2009 zespół wziął udział w projekcie „Strefa Artystyczna” realizowanym w Tbilisi. W ramach projektu powstał wspólny polsko-gruzińsko-afrykański utwór „Sissa”. Utwór został wydany jako singiel w 2010 r.
W 2010 roku zespół na blisko 5 lat zawiesił działalność. W tym czasie Maciej i Katarzyna Szymonowicz stworzyli projekt Gajdosze, przez dwa lata prowadzili badania terenowe dokumentując archaiczna muzykę góralską. Efektem projektu jest dwustustronicowy album „Gajdosze” oraz dwie płyty ze współczesną i archiwalną muzyką góralską (I Nagroda „Fonogram Źródeł 2014” – Nowa Tradycja). Mateusz Górny stworzył projekt Gooral i nagrał następujące płyty „Ethno Elektro” (2011 r.) Gooral & Mazowsze dvd i cd (2013 r.) oraz „Better Place” (2014 r.). Pozostali członkowie zespołu stworzyli zespół Off-C.
W 2015 roku zespół Psio Crew reaktywował swoją działalność, a swój pierwszy po latach koncert zagrał 23 września w Warszawie podczas największego w Polsce festiwalu muzyki etno/world „Skrzyżowanie Kultur” – Sounds Like Poland.

## Skład
Opracowano na podstawie materiału źródłowego.
- Katarzyna „Katka” Dyga-Szymonowicz – śpiew
- Anna Kukioła – skrzypce (pierwsze), śpiew
- Mateusz „Gooral” Górny – syntezator, beat box, elektronika, wokal
- Maciej „Kamer” Szymonowicz – śpiew, kontrabas, beatbox, piszczałka pasterska
- Mikołaj „Miki” Stachura – perkusja, pady perkusyjne
- Piotr „Yoyo” Jakimów – inżynier dźwięku – koncerty

Byli członkowie
- Karolina Żur – skrzypce (pierwsze), śpiew
- Krzysztof Pyter – skrzypce (drugie), śpiew
- Ryszard Cieślar – skrzypce (drugie), śpiew, okaryna
- Zonq – syntezator, beatbox

## Dyskografia
Albumy
| 2007                           | Szumi Jawor SoundSystem - Data: 15 stycznia 2007 - Wydawca: Open Sources | 30 |
| „–” pozycja nie była notowana. |                                                                          |    |

Pozostałe
| Rok  | Tytuł                                                   | Uwagi  |
| ---- | ------------------------------------------------------- | ------ |
| 2008 | Doliny/Pude - Data: 2008 - Wydawca: Open Sources        | Singel |
| 2009 | Baciar - Data: 11 września 2009 - Wydawca: Open Sources | Singel |